# David H. Hubel
David Hunter Hubel (27. února 1926 Windsor, Ontario – 22. září 2013 Lincoln, Massachusetts) byl kanadský neurofyziolog. Spolu s Torstenem Wieselem získal polovinu Nobelovy ceny za fyziologii a lékařství za rok 1981 za objevy v oblasti zpracování zrakové informace mozkem (druhou polovinu ceny obdržel Roger W. Sperry). Většinu své vědecké dráhy Hubel pracoval jako profesor neurobiologie na Harvard Medical School na Harvardově univerzitě.